# The Journey (Dolores O'Riordan)
The Journey è un brano musicale scritto e interpretato dalla cantante irlandese Dolores O'Riordan, estratto nel 2009 come primo singolo dal secondo album in studio dell'artista No Baggage.

## Il video
Il video musicale prodotto per questa canzone è stato girato ad Howth, in Irlanda. Nel video Dolores O'Riordan appare in varie location nei pressi di una spiaggia come tutti, o su una barca, mentre sventola una bandiera bianca. Inoltre il singolo è stato usato anche in Italia il 7 agosto 2009, all'interno del programma di Rai Radio 1 Radiocity, condotto allora da Stefano Mensurati, mentre la parte finale del brano veniva tagliata durante i commenti dello stesso giornalista.

## Tracce
Promo CD-Single
1. The Journey (Radio Edit) – 3:20
2. Loser – 2:58